# 飛・び・ま・す
『飛・び・ま・す』（とびます）は、1975年10月1日にリリースされた山崎ハコのファースト・アルバム。

## 解説
当時17歳でデビューして、派手な宣伝をしないにもかかわらず新人としては破格の5万枚を売上げた。

## 収録曲
※　全作詞・作曲：山崎ハコ（特記以外）

### SIDE 1
1. 望郷（4分11秒）
  - 編曲：高橋久雄
2. さすらい（6分01秒）
  - 編曲：佐藤準
3. かざぐるま（4分12秒）
  - 作詞・作曲：小島伸夫、編曲：編曲：高橋久雄
4. 橋向こうの家（4分14秒）
5. サヨナラの鐘（5分28秒）
  - 編曲：佐藤準

### SIDE 2
1. 竹とんぼ（4分25秒）
  - 作詞：ヨシモト・レイ、編曲：佐藤準
2. 影が見えない（6分09秒）
  - 編曲：高橋久雄
3. 気分を変えて（3分40秒）
  - 編曲：高橋久雄
4. 飛びます（6分28秒）
  - 編曲：高橋久雄
5. 子守唄（3分55秒）
  - 編曲：佐藤準

## レコーディングスタッフ

### ミュージシャン
- 望郷
  - 唄：山崎ハコ
  - アコースティック・ギター：安田裕美
  - ベース：小原礼
  - キーボード：栗林稔
  - ドラム：村上秀一
- さすらい
  - 唄：山崎ハコ
  - アコースティック・ギター：長田和承
  - ウッド・ベース：高水健司
  - キーボード：佐藤準
  - ドラム：村上秀一
- かざぐるま
  - 唄：山崎ハコ
  - アコースティック・ギター：安田裕美
  - ベース：小原礼
  - キーボード：栗林稔
  - ドラム：村上秀一
- 橋向こうの家
  - 唄：山崎ハコ
  - アコースティック・ギター：吉川忠英、山崎ハコ
- サヨナラの鐘
  - 唄：山崎ハコ
  - アコースティック・ギター：吉川忠英
  - エレキギター：竹中尚人（Char）、大村憲司
  - ベース：小原礼
  - キーボード：佐藤準
  - ドラム：村上秀一

- 竹とんぼ
  - 唄：山崎ハコ
  - アコースティック・ギター：吉川忠英
  - ウッド・ベース：小泉僖美雄
  - キーボード：佐藤準
- 影が見えない
  - 唄：山崎ハコ
  - アコースティック・ギター：吉川忠英
  - エレキギター：竹中尚人（Char）、大村憲司
  - ベース：吉田建
  - キーボード：佐藤準
  - ドラム：村上秀一
- 気分を変えて
  - 唄：山崎ハコ
  - アコースティック・ギター：吉川忠英
  - エレキギター：大村憲司
  - ベース：小原礼
  - キーボード：佐藤準
  - ドラム：村上秀一
- 飛びます
  - 唄：山崎ハコ
  - アコースティック・ギター：吉川忠英
  - エレキギター：大村憲司
  - ベース：小原礼
  - キーボード：佐藤準
  - ドラム：村上秀一
- 子守唄
  - 唄：山崎ハコ
  - アコースティック・ギター：吉川忠英

### スタッフ
- Mixed By – 芹沢隆昭
- Mixed By [Assistant Mixer] – Turuyuki Konno

## 発売履歴
| 発売日         | レーベル               | 規格 | 規格品番        | 備考                             |
| -------------- | ---------------------- | ---- | --------------- | -------------------------------- |
| 1975年10月1日  | エレックレコード       | LP   | ELEC-7          |                                  |
| 1976年10月1日  | Aard-Vark              | LP   | VF-9005         |                                  |
| 1976年10月1日  | アポロン               | CT   | KSA-1037        |                                  |
| 1990年10月21日 | ポニー・キャニオン     | CD   | PCCA-00148      |                                  |
| 1994年5月21日  | ポニー・キャニオン     | CD   | PCCA-00574      |                                  |
| 2006年1月25日  | エレックレコード / Vap | CD   | VPCC-84521      | 紙ジャケット仕様                 |
| 2009年5月20日  | ポニー・キャニオン     | HQCD | PCCA-50112      |                                  |
| 2013年6月26日  | エレックレコード       | CD   | WPCL-11496      | リマスター版                     |
| 2019年7月29日  | ポニー・キャニオン     | 配信 | AAC 128/320kbps | エレック/URC復刻プロジェクト2009 |
| 2023年6月21日  | wrwtfww.com            | LP   | WRWTFWW079TP    |                                  |
| 2023年6月21日  | wrwtfww.com            | CD   | WRWTFWW079CD    |                                  |